# Petit lac Onistagane
Petit lac Onistagane är en sjö i Kanada.   Den ligger i regionen Saguenay–Lac-Saint-Jean och provinsen Québec, i den östra delen av landet, 600 km nordost om huvudstaden Ottawa. Petit lac Onistagane ligger 615 meter över havet. Arean är 4,1 kvadratkilometer. Den sträcker sig 2,9 kilometer i nord-sydlig riktning, och 5,6 kilometer i öst-västlig riktning.
I omgivningarna runt Petit lac Onistagane växer i huvudsak barrskog. Trakten runt Petit lac Onistagane är nära nog obefolkad, med mindre än två invånare per kvadratkilometer.